# Kaltmischanlage

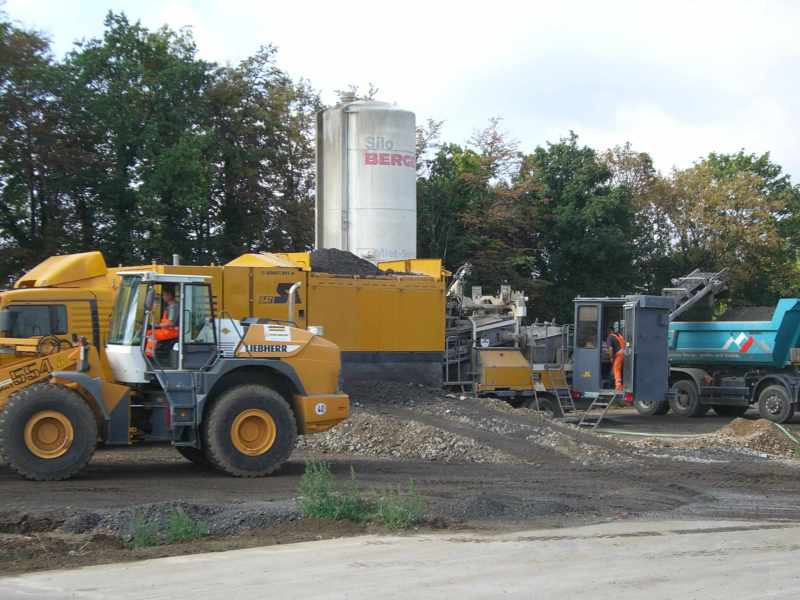
Kaltmischanlage

Die Kaltmischanlage ist eine Baumaschine und wird hauptsächlich im Bereich des Verkehrswegebaus zur Herstellung einer hydraulisch gebundenen Tragschicht und des Kaltrecyclings eingesetzt.
Dieses Verfahren wird auch als Zentralmischverfahren bezeichnet.
Der Vorteil hierbei ist, dass zum Beispiel Asphaltfräsgut nicht über lange Strecken zu Mischanlagen oder Lager-/Entsorgungsplätzen transportiert werden muss.
Ein weiterer Vorteil ist die hohe Flexibilität der Anlage, da diese einen vergleichsweise geringen Platzbedarf hat und innerhalb kürzester Zeit einsatzbereit ist. Der Transport der Anlage wird mit einer Standard-Zugmaschine durchgeführt. Der hier gezeigte Kaltmischanlage ist auf die Mischgutherstellung von bis zu 200 Tonnen pro Stunde ausgelegt.
Das aufzubereitende Material wird mittels Radlader in den Doseur gegeben. Das Bindemittel – in der Regel Zement – wird über eine Förderschnecke aus dem Standsilo und das erforderliche Wasser über einen C-Anschluss zugeführt. Im Mischraum werden alle Stoffe durch die Zwangsmischer homogen gemischt. Das fertige Gemisch wird dann über ein Ladeband direkt auf LKW geladen. Alternativ kann auch auf Halde gemischt werden.